# Copa dos Campeões de Voleibol Masculino de 2001
A Copa dos Campeões de Voleibol Masculino de 2001 foi a terceira edição deste evento, estando sob a chancela da Federação Internacional de Voleibol (FIVB). As cidades japonesas de Nagoia e Tóquio sediaram as partidas.
O título foi conquistado por Cuba, o primeiro de sua história na competição, após uma campanha invicta.

## Equipes participantes
- Japão (país-sede)
- Brasil
- Iugoslávia
- Cuba
- Coreia do Sul
- Argentina

## Sistema de competição
A Copa dos Campeões masculina foi disputada no sistema de pontos corridos. Os seis participantes se enfrentaram em grupo único. A equipe com a maior pontuação, ao final das cinco rodadas, foi declarada campeã.

## Resultados
| Pos | Equipe        | Pts | V | D | SP | SC | SA    | PP  | PC  | PA    |
| --- | ------------- | --- | - | - | -- | -- | ----- | --- | --- | ----- |
| 1   | Cuba          | 10  | 5 | 0 | 15 | 3  | 5,000 | 430 | 356 | 1,208 |
| 2   | Brasil        | 9   | 4 | 1 | 14 | 4  | 3,500 | 422 | 356 | 1,185 |
| 3   | Iugoslávia    | 8   | 3 | 2 | 9  | 7  | 1,286 | 378 | 326 | 1,160 |
| 4   | Coreia do Sul | 7   | 2 | 3 | 7  | 10 | 0,700 | 369 | 394 | 0,937 |
| 5   | Japão         | 6   | 1 | 4 | 4  | 14 | 0,286 | 361 | 426 | 0,847 |
| 6   | Argentina     | 5   | 0 | 5 | 4  | 15 | 0,267 | 357 | 459 | 0,778 |

### Primeira rodada - Nagoia
20 de Novembro
| Jogo          | Jogo | Jogo       | Parciais | Parciais | Parciais | Parciais | Parciais |
| Jogo          | Jogo | Jogo       | 1        | 2        | 3        | 4        | 5        |
| ------------- | ---- | ---------- | -------- | -------- | -------- | -------- | -------- |
| Coreia do Sul | 1-3  | Brasil     | 21-25    | 21-25    | 25-19    | 19-25    | -        |
| Cuba          | 3-0  | Iugoslávia | 25-20    | 25-22    | 25-23    | -        | -        |
| Japão         | 3-2  | Argentina  | 24-26    | 25-21    | 22-25    | 25-17    | 15-13    |

### Segunda rodada - Nagoia
21 de Novembro
| Jogo          | Jogo | Jogo      | Parciais | Parciais | Parciais | Parciais | Parciais |
| Jogo          | Jogo | Jogo      | 1        | 2        | 3        | 4        | 5        |
| ------------- | ---- | --------- | -------- | -------- | -------- | -------- | -------- |
| Coreia do Sul | 0-3  | Cuba      | 17-25    | 17-25    | 22-25    | -        | -        |
| Brasil        | 3-0  | Argentina | 25-16    | 25-15    | 25-7     | -        | -        |
| Iugoslávia    | 3-0  | Japão     | 25-15    | 25-18    | 25-17    | -        | -        |

### Terceira rodada - Tóquio
23 de Novembro
| Jogo      | Jogo | Jogo          | Parciais | Parciais | Parciais | Parciais | Parciais |
| Jogo      | Jogo | Jogo          | 1        | 2        | 3        | 4        | 5        |
| --------- | ---- | ------------- | -------- | -------- | -------- | -------- | -------- |
| Cuba      | 3-2  | Brasil        | 25-21    | 22-25    | 20-25    | 25-20    | 15-11    |
| Argentina | 1-3  | Iugoslávia    | 25-22    | 21-25    | 11-25    | 18-25    | -        |
| Japão     | 0-3  | Coreia do Sul | 21-25    | 21-25    | 25-27    | -        | -        |

### Quarta rodada - Tóquio
24 de Novembro
| Jogo          | Jogo | Jogo       | Parciais | Parciais | Parciais | Parciais | Parciais |
| Jogo          | Jogo | Jogo       | 1        | 2        | 3        | 4        | 5        |
| ------------- | ---- | ---------- | -------- | -------- | -------- | -------- | -------- |
| Cuba          | 3-1  | Japão      | 22-25    | 25-18    | 25-18    | 25-13    | -        |
| Coreia do Sul | 3-1  | Argentina  | 23-25    | 27-25    | 25-21    | 25-12    | -        |
| Brasil        | 3-0  | Iugoslávia | 26-24    | 25-20    | 25-22    | -        | -        |

### Última rodada - Tóquio
25 de Novembro
| Jogo       | Jogo | Jogo          | Parciais | Parciais | Parciais | Parciais | Parciais |
| Jogo       | Jogo | Jogo          | 1        | 2        | 3        | 4        | 5        |
| ---------- | ---- | ------------- | -------- | -------- | -------- | -------- | -------- |
| Argentina  | 0-3  | Cuba          | 18-25    | 17-25    | 24-26    | -        | -        |
| Iugoslávia | 3-0  | Coreia do Sul | 25-16    | 25-18    | 25-16    | -        | -        |
| Brasil     | 3-0  | Japão         | 25-21    | 25-19    | 25-19    | -        | -        |

## Classificação final
| Posição | Equipe        |
| ------- | ------------- |
|         | Cuba          |
|         | Brasil        |
|         | Iugoslávia    |
| 4       | Coreia do Sul |
| 5       | Japão         |
| 6       | Argentina     |

## Prêmios individuais
| MVP (Most Valuable Player) | Ivan Miljković       | Iugoslávia    |
| Melhor atacante            | Sang-Woo Kim         | Coreia do Sul |
| Melhor bloqueio            | Andrija Geric        | Iugoslávia    |
| Melhor saque               | Ivan Miljković       | Iugoslávia    |
| Melhor líbero              | Katsutoshi Tsumagari | Japão         |
| Melhor levantador          | Alain Roca           | Cuba          |
| Maior pontuador            | Ivan Miljković       | Iugoslávia    |